# 100 Mulheres Mais Sensuais da FHM (UK)
A 100 Mulheres Mais Sensuais da FHM (UK) (em inglês: FHM's 100 Sexiest Women (UK)) foi uma listagem anual compilada pela revista mensal de estilo de vida dos homens britânicos FHM. A lista foi publicada a cada ano pela revista com base em votos de seus leitores em relação as mulheres que eles acreditavam ser a "mais sensual". A primeira publicação ocorreu em 1995 tendo a participação de 250 juízes; a vencedora foi a supermodelo alemã Claudia Schiffer.
A partir de 1996, a votação foi aberta ao público em geral, com, no seu auge, vários milhões de votos sendo emitidos a cada ano. As vencedoras seguintes incluíram a tenista russa Anna Kournikova, a atriz estadunidense Halle Berry e Jennifer Lopez. Aos 36 anos, Berry foi a mulher mais velha de sempre na lista, enquanto Lopez foi a primeira a superá-la mais de uma vez. A listagem ocorreu de 1995 a 2015, quando a FHM deixou de ser publicada em janeiro de 2016, a lista das 100 mulheres mais sensuais tinha sido compilada 21 vezes.
Ao lado da lista das 100 mulheres mais sensuais, a FHM também publicou duas vezes uma lista das "Solteiras Mais Elegíveis", em 2006 e 2007, para celebrar qualidades como "talento, star quality e dinheiro". Essas listas foram lideradas pela atriz Mischa Barton e Kimberly Stewart, filha de Rod Stewart, respectivamente. Para comemorar o décimo aniversário da lista das 100 mulheres mais sensuais, uma lista das "Mulheres mais sensuais da década", foi compilada em abril de 2004 para reconhecer as mulheres mais sensuais dos últimos dez anos. A vencedora foi a cantora britânica Louise Redknapp, que havia sido ranqueada na lista desde 1996.

## História

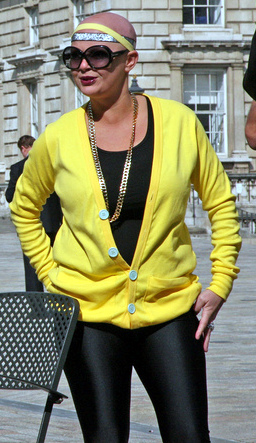
A pesquisa "100 mulheres mais sensuais" de 1999 foi lançada projetando uma imagem nua de 60 pés de Gail Porter no Palácio de Westminster.

A primeira lista das 100 mulheres mais sensuais foi publicada em 1995 e foi compilada exclusivamente para 250 juízes; a supermodelo alemã Claudia Schiffer encabeçou a lista inaugural. A votação do ano seguinte foi a primeira a ser aberta ao público em geral — um total de 10.000 leitores votaram —, com a atriz Gillian Anderson sendo a vencedora. Um porta-voz da FHM descreveu-a como "o crumpet do homem pensante" e uma "vencedora surpresa"; Anderson havia posado nua na capa da revista no começo desse ano.
Nos anos seguintes, a lista continua a crescer. A votação de 1998 teve a participação de meio milhão de leitores. Martin Daubney, um ex-editor de recursos da FHM, observou que isso acrescentou um "sentido de mistério e oportunidade" para a questão, que passou a vender 936 000 cópias. A capa da revista foi a apresentadora de televisão Cat Deeley, que tinha ficado na sétima colocação; a vencedora foi a modelo da Playboy Jenny McCarthy. Um porta-voz da FHM comentou: "Queremos aumentar o frenesi de voto para a pesquisa … É uma maneira atrevida de aumentar o interesse." Em 1999, Gail Porter foi colocada no número oito na lista, enquanto a atriz Sarah Michelle Gellar foi número um.
A primeira pessoa a ser classificada na primeira posição mais de uma vez foi Jennifer Lopez, que fora escolhida em 2000 e 2001. Sobre ser nomeada num segundo ano consecutivo, Lopez disse que estava "perplexa" com o resultado, e acrescentou: "Qualquer mulher que diz que não gosta de ser chamada sensual está mentindo". Em 2002, a lista atraiu mais de cinco milhões de votos — nesse ano, a tenista russa Anna Kournikova foi a número um. Outros cinco milhões de votos foram lançados no ano seguinte, quando a atriz americana Halle Berry ficou no topo. Aos 36 anos, Berry era a mulher mais velha de sempre a encabeçar a listagem. Ela respondeu: "Uau, esse é um título bem tentador, não estou tão certa de que estou à altura, mas obrigado mesmo assim". A primeira mulher britânica no topo da listagem foi a modelo Kelly Brook, que foi nomeada em 2005, a mais bem sucedida pesquisa até à data.
A lista de 2011 foi conhecida por ser a primeira a incluir uma transexual, a modelo Andreja Pejić, que foi votada no número 98 na pesquisa,  um prêmio que foi criticado pelo seu tom hostil para com pessoas transgênero, especialmente mulheres trans. A revista referiu-se a Pejić como uma “coisa” e comentou “nos dê o saco de vômito” ao sugerir que pudesse vir a ser uma modelo da Vogue no futuro. Após o acontecido, a revista retirou os comentários e postou um pedido de desculpas. A última publicação ocorreu em 2015, antes da FHM deixar de ser publicada em janeiro do ano seguinte. A lista incluiu sua entrante mais velha de sempre, Mary Berry de 80 anos, que foi coloca no número 74. A mulher mais sensual foi a atriz britânica Michelle Keegan. Falando em novembro de 2015 como FHM suspendeu a publicação, um porta-voz refletiu que a pesquisa era o que fazia a revista ser mais conhecida e que "ajudou a impulsionar as carreiras de muitas atrizes, músicos e modelos bem conhecidas".

## As dez primeiras colocadas em cada edição anual
| Ano  | Vencedora                 | As dez primeiras | Ref.   |
| ---- | ------------------------- | --- | ------ |
| 1995 | Claudia Schiffer          | - 2.ª: Uma Thurman - 3.ª: Nastassja Kinski - 4.ª: Elizabeth Hurley - 5.ª: Michelle Pfeiffer - 6.ª: Tabatha Cash - 7.ª: Demi Moore - 8.ª: Daryl Hannah - 9.ª: Julie Christie - 10.ª: Sherilyn Fenn           | [ 25 ] |
| 1996 | Gillian Anderson          | - 2.ª: Louise Nurding - 3.ª: Cameron Diaz - 4.ª: Teri Hatcher - 5.ª: Sandra Bullock - 6.ª: Jennifer Aniston - 7.ª: Emmanuelle Beart - 8.ª: Elizabeth Hurley - 9.ª: Demi Moore - 10.ª: Pamela Anderson       | [ 26 ] |
| 1997 | Teri Hatcher              | - 2.ª: Jennifer Aniston - 3.ª: Gillian Anderson - 4.ª: Louise Nurding - 5.ª: Jenny McCarthy - 6.ª: Yasmine Bleeth - 7.ª: Cameron Diaz - 8.ª: Geri Halliwell - 9.ª: Courteney Cox - 10.ª: Dannii Minogue     | [ 26 ] |
| 1998 | Jenny McCarthy            | - 2.ª: Denise van Outen - 3.ª: Louise Nurding - 4.ª: Jennifer Aniston - 5.ª: Cameron Diaz - 6.ª: Carmen Electra - 7.ª: Cat Deeley - 8.ª: Melanie Sykes - 9.ª: Courteney Cox - 10.ª: Gillian Anderson        | [ 27 ] |
| 1999 | Sarah Michelle Gellar     | - 2.ª: Louise Redknapp - 3.ª: Kelly Brook - 4.ª: Catherine Zeta-Jones - 5.ª: Jenny McCarthy - 6.ª: Jennifer Aniston - 7.ª: Cameron Diaz - 8.ª: Gail Porter - 9.ª: Cat Deeley - 10.ª: Melanie Sykes          | [ 28 ] |
| 2000 | Jennifer Lopez            | - 2.ª: Britney Spears - 3.ª: Sarah Michelle Gellar - 4.ª: Anna Kournikova - 5.ª: Kelly Brook - 6.ª: Shania Twain - 7.ª: Cat Deeley - 8.ª: Cameron Diaz - 9.ª: Louise Redknapp - 10.ª: Jennifer Aniston      | [ 8 ]  |
| 2001 | Jennifer Lopez            | - 2.ª: Rachel Stevens - 3.ª: Britney Spears - 4.ª: Kelly Brook - 5.ª: Denise Richards - 6.ª: Salma Hayek - 7.ª: Cat Deeley - 8.ª: Charlize Theron - 9.ª: Carmen Electra - 10.ª: Alyson Hannigan             | [ 29 ] |
| 2002 | Anna Kournikova           | - 2.ª: Rachel Stevens - 3.ª: Britney Spears - 4.ª: Jennifer Lopez - 5.ª: Kelly Brook - 6.ª: Kylie Minogue - 7.ª: Carmen Electra - 8.ª: Holly Valance - 9.ª: Shakira - 10.ª: Kristin Kreuk                   | [ 30 ] |
| 2003 | Halle Berry               | - 2.ª: Holly Valance - 3.ª: Britney Spears - 4.ª: Rachel Stevens - 5.ª: Carmen Electra - 6.ª: Jennifer Lopez - 7.ª: Jennifer Love Hewitt - 8.ª: Anna Kournikova - 9.ª: Kylie Minogue - 10.ª: Jolene Blalock | [ 11 ] |
| 2004 | Britney Spears            | - 2.ª: Rachel Stevens - 3.ª: Beyoncé Knowles - 4.ª: Carmen Electra - 5.ª: Holly Valance - 6.ª: Halle Berry - 7.ª: Jennifer Lopez - 8.ª: Jordan - 9.ª: Angelina Jolie - 10.ª: Elisha Cuthbert                | [ 31 ] |
| 2005 | Kelly Brook               | - 2.ª: Cheryl Tweedy - 3.ª: Angelina Jolie - 4.ª: Michelle Ryan - 5.ª: Elisha Cuthbert - 6.ª: Britney Spears - 7.ª: Abi Titmuss - 8.ª: Sarah Harding - 9.ª: Beyoncé Knowles - 10.ª: Charlotte Church        | [ 13 ] |
| 2006 | Keira Knightley           | - 2.ª: Keeley Hazell - 3.ª: Scarlett Johansson - 4.ª: Angelina Jolie - 5.ª: Kelly Brook - 6.ª: Cheryl Tweedy - 7.ª: Beyoncé Knowles - 8.ª: Evangeline Lilly - 9.ª: Jessica Alba - 10.ª: Jessica Simpson     | [ 32 ] |
| 2007 | Jessica Alba              | - 2.ª: Keeley Hazell - 3.ª: Eva Longoria - 4.ª: Adriana Lima - 5.ª: Scarlett Johansson - 6.ª: Hayden Panettiere - 7.ª: Cheryl Cole - 8.ª: Angelina Jolie - 9.ª: Emily Scott - 10.ª: Elisha Cuthbert         | [ 33 ] |
| 2008 | Megan Fox                 | - 2.ª: Jessica Alba - 3.ª: Keeley Hazell - 4.ª: Elisha Cuthbert - 5.ª: Hayden Panettiere - 6.ª: Scarlett Johansson - 7.ª: Cheryl Cole - 8.ª: Hilary Duff - 9.ª: Angelina Jolie - 10.ª: Keira Knightley      | [ 34 ] |
| 2009 | Cheryl Cole               | - 2.ª: Megan Fox - 3.ª: Jessica Alba - 4.ª: Britney Spears - 5.ª: Keeley Hazell - 6.ª: Adriana Lima - 7.ª: Elisha Cuthbert - 8.ª: Kristin Kreuk - 9.ª: Anna Friel - 10.ª: Freida Pinto                      | [ 35 ] |
| 2010 | Cheryl Cole               | - 2.ª: Megan Fox - 3.ª: Marisa Miller - 4.ª: Frankie Sandford - 5.ª: Keeley Hazell - 6.ª: Kristen Stewart - 7.ª: Kelly Brook - 8.ª: Adriana Lima - 9.ª: Jessica Alba - 10.ª: Abbey Clancy                   | [ 36 ] |
| 2011 | Rosie Huntington-Whiteley | - 2.ª: Katy Perry - 3.ª: Rihanna - 4.ª: Megan Fox - 5.ª: Olivia Wilde - 6.ª: Brooklyn Decker - 7.ª: Marisa Miller - 8.ª: Kelly Brook - 9.ª: Nicole Scherzinger - 10.ª: Irina Shayk                          | [ 16 ] |
| 2012 | Tulisa                    | - 2.ª: Cheryl Cole - 3.ª: Rihanna - 4.ª: Rosie Jones - 5.ª: Georgia Salpa - 6.ª: Katy Perry - 7.ª: Megan Fox - 8.ª: Keeley Hazell - 9.ª: Mila Kunis - 10.ª: Emily Atack                                     | [ 37 ] |
| 2013 | Mila Kunis                | - 2.ª: Rihanna - 3.ª: Helen Flanagan - 4.ª: Michelle Keegan - 5.ª: Kelly Brook - 6.ª: Kaley Cuoco - 7.ª: Pixie Lott - 8.ª: Kate Upton - 9.ª: Cheryl Cole - 10.ª: Georgia Salpa                              | [ 38 ] |
| 2014 | Jennifer Lawrence         | - 2.ª: Michelle Keegan - 3.ª: Rihanna - 4.ª: Emily Ratajkowski - 5.ª: Kaley Cuoco - 6.ª: Mila Kunis - 7.ª: Beyoncé - 8.ª: Lucy Mecklenburgh - 9.ª: Nicole Scherzinger - 10.ª: Scarlett Johansson            | [ 39 ] |
| 2015 | Michelle Keegan           | - 2.ª: Kendall Jenner - 3.ª: Jennifer Lawrence - 4.ª: Kate Upton - 5.ª: Caroline Flack - 6.ª: Ariana Grande - 7.ª: Margot Robbie - 8.ª: Lucy Mecklenburgh - 9.ª: Emilia Clarke - 10.ª: Kelly Brook          | [ 22 ] |
| 2016 | Margot Robbie             | - 2.ª: Scarlett Johansson - 3.ª: Emily Ratajkowski - 4.ª: Beyoncé - 5.ª: Jennifer Lawrence - 6.ª: Taylor Swift - 7.ª: Kendall Jenner - 8.ª: Emilia Clarke - 9.ª: Ciara - 10.ª: Kim Kardashian               | [ 40 ] |
| 2017 | Gal Gadot                 | - 2.ª: Emilia Clarke - 3.ª: Alexis Ren - 4.ª: Margot Robbie - 5.ª: Scarlett Johansson - 6.ª: Lais Ribeiro - 7.ª: Emily Ratajkowski - 8.ª: Megan Fox - 9.ª: Beyoncé - 10.ª: Jennifer Lawrence                | [ 41 ] |

## Solteiras Mais Elegíveis
Juntamente com a lista das 100 mulheres mais sensuais, a FHM também publicou ocasionalmente uma lista das "Solteiras Mais Elegíveis", que selecionou mulheres com base em sua "elegibilidade" e foi votada pelos leitores da revista. Ao contrário da lista das mais sensuais, a lista também considerou qualidades como "talento, star quality  e dinheiro", bem como o apelo sexual. Listas similares publicadas pela versão americana da FHM foram encabeçadas por mulheres como a modelo Lauren Bush e a socialite Paris Hilton.
A lista de 2006 teve a participação de mais de 3.000 leitores, e foi publicada em março daquele ano. A primeira classificação foi para a atriz Mischa Barton. Sobre o resultado, o editor da revista Ross Brown comentou: "Nossa lista consiste em muito mais do que apenas o apelo sexual e nossos leitores conseguem detectar [isso] quando veem uma [mulher]". No ano seguinte, a lista foi liderada por Kimberly Stewart, filha de Rod Stewart . A listagem recebeu mais de 10.000 votos, e foi destaque na edição de abril. Um porta-voz da FHM declarou: "Kimberly Stewart tem todos os atributos que você quer em uma mulher, ela é rica, linda, gosta de festejar e ela é filha de uma lenda".
| Ano  | Vencedora        | As dez primeiras        | Ref.   |
| ---- | ---------------- | ----------------------- | ------ |
| 2006 | Mischa Barton    | - 10.ª: Mickey Sumner   | [ 2 ]  |
| 2007 | Kimberly Stewart | - 10.ª: Keira Knightley | [ 44 ] |

## Listas de aniversários
Em duas ocasiões, a FHM produziu listas especiais para marcar o aniversário da lista das 100 mulheres mais sensuais. Para comemorar a décima edição da publicação, em maio de 2004 a revista publicou uma lista das 50 mulheres mais sensuais dos últimos dez anos. A lista foi encabeçada pela cantora inglesa Louise Redknapp, que estivera nas publicações anuais desde 1996.
Dez anos depois, em maio de 2014, a FHM lançou uma lista das "Mulheres Mais Sensuais de Sempre", usando uma nova análise baseada nos últimos 20 anos de pesquisas. A vencedora foi a cantora inglesa Rachel Stevens. Stevens tinha aparecido em 11 listas anuais, mas nunca alcançara a primeira colocação, tendo sido o número dois em 2001, 2002 e 2004. Ao saber do resultado, ela comentou: "Ganhar este prêmio é absolutamente incrível … É emocionante."
| Year | Vencedora       | As dez primeiras | Ref.   |
| ---- | --------------- | ---------------- | ------ |
| 2004 | Louise Redknapp | - 10.ª: Jordan   | [ 48 ] |

| Ano  | Vencedora      | As dez primeiras       | Ref.   |
| ---- | -------------- | ---------------------- | ------ |
| 2014 | Rachel Stevens | - 10.ª: Jenny McCarthy | [ 49 ] |